# لي آن براون
لي آن براون (بالإنجليزية: Leigh Ann Robinson)‏ (17 أغسطس 1986 في الولايات المتحدة - ) هي لاعبة كرة قدم أمريكية في مركز الدفاع. شاركت مع منتخب الولايات المتحدة لكرة القدم للسيدات. أما مع النوادي، فقد لعبت مع نادي كانساس سيتي وWFC Rossiyanka ‏ وPhiladelphia Independence ‏ وإف سي قولد برايد وSD United (WPSL) ‏ وSan Diego Sunwaves ‏ وAtlanta Beat (WPS) ‏.

## وصلات خارجية
- لي آن براون على موقع الاتحاد الأوربي (الإنجليزية)
- لي آن براون على موقع قاعدة بيانات كرة القدم.إي يو (الإنجليزية)
- لي آن براون على موقع Soccerway.com (الإنجليزية)
- لي آن براون على موقع عالم كرة القدم.نت (الإنجليزية)